# Jimbe
Jimbe es una localidad peruana capital del distrito de Cáceres del Perú, ubicado en la provincia del Santa en el departamento de Áncash.  Está ubicada en el flanco occidental de la cordillera Negra, a orillas del río Huanca, afluente del río Nepeña.  Aunque la mayor parte de la población habla español, en algunos caseríos de la zona alta se conserva el quechua ancashino como lengua materna.

## Límites
- Norte: Macate
- Este: Santo Toribio, Huaylas, Mato y Pamparomás

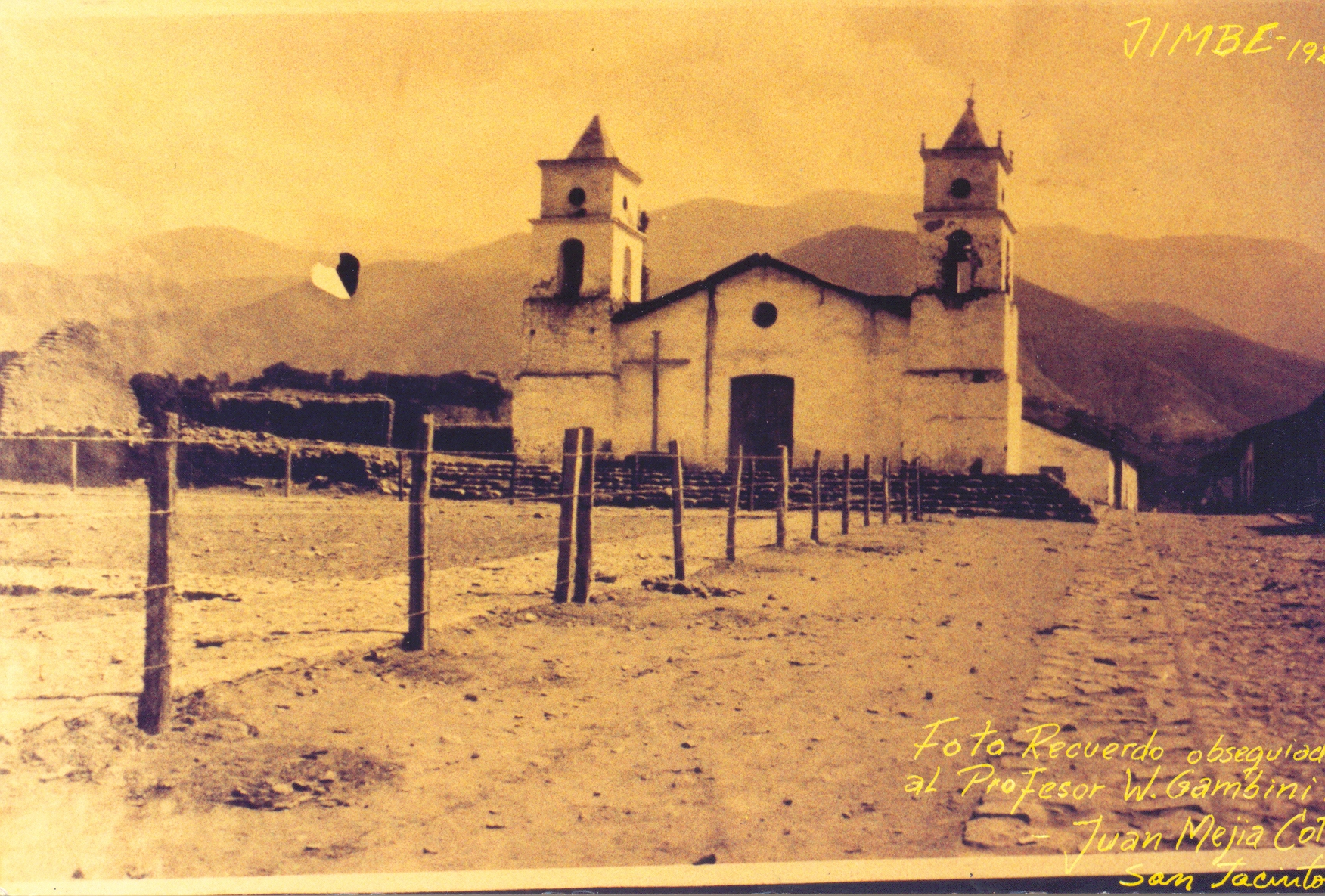
La plaza Mayor en 1920. (Autor: Juan Mejía Cotos. De la colección Gambini, captura cedida por Edgar Gambini a Ed Pax).

- Sur: Moro
- Oeste: Nepeña y Chimbote

## Reseña histórica
En el territorio que hoy ocupa el distrito Cáceres del Perú, a juzgar por los vestigios arqueológicos, hubo sucesivamente presencia Chavín, Santa, Chimú e Inca.
La Cultura Santa tuvo mayor presencia que otras culturas que también influyeron en esta zona. Notables muestras de ello son los asentamientos arqueológicos de Palacio Irca, Iglesia Irca, Rocro y Caja Rumi. Esta cultura, signo de identidad de la provincia, está siendo estudiada recientemente. Los santas desarrollaron principalmente la arquitectura: caminos, canales, represas y centros poblados. Tallaron y pulieron grandes bloques de piedra granítica para sus construcciones. Su escultura fue muy simplificada.
Poco se sabe de la época de ocupación española. La Comunidad de Casma es de las más antiguas de la Región Áncash. Su creación data de la época colonial, cuando fue creada como Comunidad de Indígenas.
A inicios de la República (fines de siglo XIX), gran parte del territorio de lo que es ahora Jimbe, la capital del distrito, albergaba a una comunidad de campesinos. Al sobrevenir la Guerra del Pacífico, grandes porciones de tierra aledañas a las de la comunidad fueron abandonadas por su conductor un hacendado de apellido Cartlan. Frente a esta situación, los comuneros de Jimbe gestionaron ante el gobierno central el dominio de estas tierras, incluidos los cerros y sus pastos naturales. La gestión les fue favorable. De esta manera, las tierras quedaron libres para ser distribuidas entre los comuneros. A partir de este reparto, en 1891, las tierras han ido heredándose de generación en generación hasta nuestros días.
En la temporada de lluvias de los años 1925, 1983 y 1998 ocurrieron tres versiones del Fenómeno del Niño, las cuales han dejado hondas huellas en la memoria de los habitantes que las sufrieron.
El Terremoto de Áncash de 1970 destruyó la totalidad de las casas, las vías fueron interrumpidas por varias semanas y la mayor parte de los sembríos se perdieron.
En 1965 el distrito fue galardonado con el Premio Nacional “La Lampa de Plata”, establecido por el gobierno de Belaúnde para los distritos y provincias que hubieran realizado mayores obras, bajo el lema “El pueblo lo hizo”. Aun hoy en día, el trabajo municipal es uno de los recursos eficaces que conservan las comunidades para resolver sus problemas y para crear progreso.

### Creación política
El distrito Cáceres del Perú, cuya capital es Jimbe, fue creado el 13 de octubre de 1886, por DL 7628, complementado por DL 26347 del 7 de septiembre de 1994 que incorpora los caseríos de Salitre y Aguaquita. En esta última ley se establecen claramente los límites del distrito, en concordancia con la Carta Geográfica Nacional de Perú. La misma Ley de 1886 da creación también al Distrito de Pamparomás, ambos pueblos son gemelos.

## Datos geográficos
Altitud: Su punto más bajo (740 m s. n. m.) está localizado en Captuy, en el límite sur del distrito. Su punto más alto es 5181 m s. n. m., registrado en la cumbre de Coñocranra (Señal de cerro Tres cruces), el cual es el punto más elevado de la Cordillera Negra (El segundo punto más alto también está en territorio jimbeño, y se denomina Flery Punta, a 5070 m s. n. m.; es la cima azul que domina el fondo del paisaje cordillerano observable desde la Plaza de Armas de Jimbe, ver la cima central en la foto).
Clima. Es cálido en las partes bajas hasta Salitre, con neblinas en los meses de mayo a septiembre. En la zona media, desde los 1000 hasta los 2500 m s. n. m. el clima es templado y seco. En las partes altas el clima es frío y húmedo. La zona cordillerana es como una gran esponja que atrapa la humedad de la atmósfera. El agua que da vida a los valles de Nepeña y Lacramarca nace en la Cordillera Negra de este distrito, las aguas que dan vida a la ciudad de Chimbote provienen de estas cumbres. Llueve moderadamente los meses de diciembre a marzo. La lluvia permite la estación de pastos naturales aptos para la ganadería y la recarga del sistema de lagunas altoandinas. Algunos años la lluvia es severa cuando ocurre un Fenómeno del Niño.
Cerros. Coñocranra (5181 m, es el monte más alto de la Cordillera Negra), Carhuacocha (o Flery Punta, 5070m, es el segundo más elevado), Naranjo, Sillapata, Corona, Tinya, Ulto Cruz, Huiru Catac, Tocanca, Cushuro, Rima Rima, Letra Rumi, Acaparani, Huallpapashillum rumi, Huashcayán o Palacio, Pucapampa, Iglesia Irca, Hueroro, Mal Paso, Ashnu Potrero.
Lagunas. Las permanentes son: En Mátar (Mamancocha 300x800 m, Chopincocha 100x150 m y Quepancocha 80x200 m); en Huampucayán (Quepancocha 100x200 m, Chopincocha 120x300, Huáscar, Isla, Mina y Qüeyllur); en cerro Carhuacocha o Flery (Carhuacocha ichik, Wakicocha Oeste, Wakicocha Este, Pintadacocha -propiamente Carhuacocha-, Mellizococha); en Coñocranra (Coñocranra 120x400 m, Capado 100x300, Tocanca 150x300 m); en cerro Torre (Atun Huirí 300x950 m -la más extensa de todas-, Ichik Huirí -con unas 8 lagunas satélite-, Mata Mata 100x200 m, Shoccos 50x60 m). Tienen una profundidad promedio entre 3 y 8 m. Un tercio de estas han sido ya embalsadas; la comunidad se mantiene pendiente a favor de nuevos represamientos.
Ríos. Los principales son los de Lampanín y Cólcap, los cuales se unen en Malpaso, a 900 m s. n. m., para dar nacimiento al río Nepeña. Al Cólcap lo forman los ríos de Wiri, Huampucayán, Recuaybamba y Cosma. La configuración geográfica de ríos y quebradas del distrito le dan la apariencia de una hoja de vid en la foto satelital.

## Demografía
Población. Censados en 2007 5.062 habitantes para todo el distrito. Hay un desplazamiento constante de la población del campo hacia la ciudad, del distrito hacia las ciudades costeras, y en muchos casos hacia el extranjero. Familias enteras han emigrado. En algunos casos, las familias han vendido sus propiedades o las han cedido al cuidado de parientes cercanos. En la mayoría de casos, en los caseríos, las casas sólo están habitadas temporalmente, pues sus dueños permanecen la mayor parte del año en las ciudades costeras del país. Son personas de la tercera edad, quienes se resisten a dejar sus raíces a pesar de que sus hijos los sostienen económicamente en los lugares donde residen. Hay casos en que la casa paterna se convierte en casa temporal para que los padres vengan a pasar una vejez reposada.

## Economía
- Productos: Agrícolas: maíz, frejol, yuca, papas, cebada, trigo, zapallo, coliflor, tomate, cebolla china, frutales (paltas, mangos, naranjas, limones, manzanas), forraje (alfalfa, maíz chala, sorgo, pasto elefante, grama, pastos naturales). Ganaderos: vacuno, caprino, ovino, acémilas, crianza menor (cuy, gallinas, pavos).

- Artesanías. Destaca la elaboración artesanal de quesos, especialmente en la zona de Shonca y Carhuamarca. En la zona de Rayán hay artesanos de huacos. En las quebradas bajas hay producción de esteras con notable demanda. La existencia de piedras graníticas y mármol rojo en la zona propicia el desarrollo de una artesanía de tallado de piedra.

## Servicios
Salud: Existe un Puesto de Salud en Jimbe y Postas médicas en Lampanín, Cólcap, Cosma y Salitre. En los demás caseríos la salud se atiende mediante los Agentes Comunitarios de Salud, quienes son voluntarios de la propia población. Educación: Casi la totalidad de caseríos tienen nivel de educación primaria. Electricidad: Provista por Hidrandina, participante del sistema interconectado nacional.

## Comunicaciones
La carretera de acceso al distrito se encontraba en 2009 en pleno proceso de asfaltado (Resultó una estafa. A fines de 2011 todavía no se habían iniciado investigaciones para deslindar desponsabilidades). Están muy avanzadas las carreteras rurales de penetración a los caseríos del distrito, faltando aún el acceso a los caseríos de Racuaybamba, Peras y Quita. En 2010 se ha inaugurado la carretera de interconexión distrital con Pamparomás (vía Cosma). Faltan abrir 4 km de carretera para llegar a Santana, vía Aguaquita. Existe desde 1962 una carretera rústica que conduce al Callejón de Huaylas (por el paso de Tocanca, 4665 m s. n. m.), constituyendo una magnífica ruta para turismo de aventura, sea a pie, en bicicleta montañera o en vehículo todo terreno. Gran parte de su recorrido altoandino corresponde a la carretera de mantenimiento de las líneas de alta tensión provenientes de Huallanca. El abra de Portachuelo (4760 m), al pie del cerro Rumi Cruz, zona de Huampucayán, ha sido de muy antiguo la principal vía a pie hacia el distrito de Huaylas. Una vía menos frecuentada es el paso Mátar (4810 m), entre los cerros Flery Punta y Acaparani. Una ruta que ha dejado de usarse conectaba con Macate, vía Rayán.
A fines de 2007 ya existía un centro de cabinas de internet en la ciudad.
Existe Telefonía Rural en Cochapetí, Cólcap y Cosma. Antes existía en Jimbe una oficina de correo estatal, ahora hay una corresponsalía de Serpost.

## Recursos turísticos

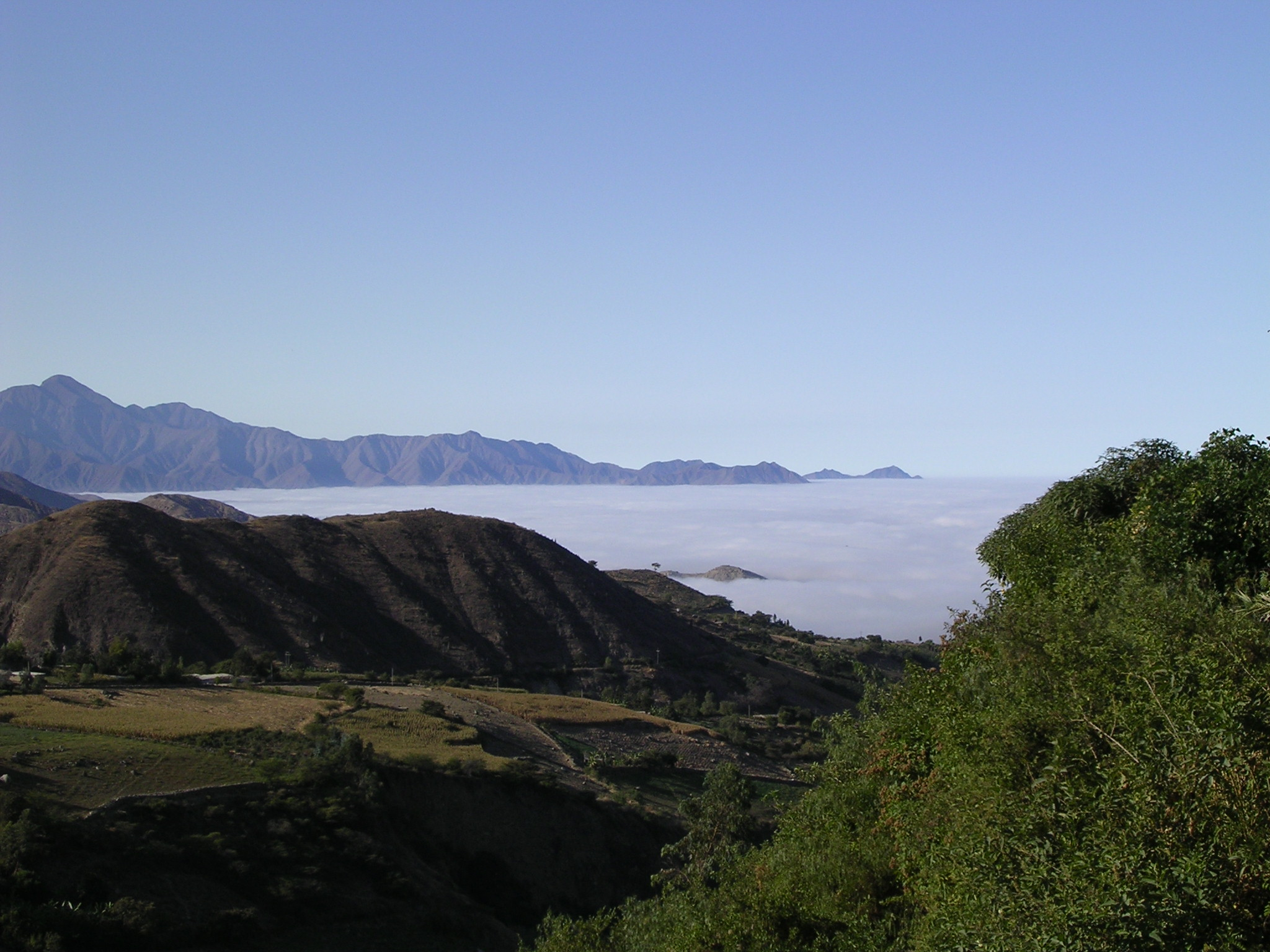
Jimbe, sobre las nubes costeras, disfruta de un cielo abierto la mayor parte del año.

El primer atractivo del distrito es su clima saludable. La convergencia de riachuelos propicia la instalación de centros de recreo (para las familias de ciudades cercanas), con restaurantes campestres, lugares para camping, piscinas, balnearios. Mientras en las ciudades vecinas de la costa está nublado y hace frío, en Jimbe está despejado y hace calor.
Los cerros se vuelven escarpados a medida que se asciende hacia la cordillera. Ello constituye un atractivo turístico para el paisajismo y el turismo de aventura. Es la única ciudad desde la que se puede observar la Cordillera Negra como una gran muralla azul.
Durante los meses de mayo a agosto, las nubes de la costa llegan hasta el poblado de Salitre (900 m s. n. m.), ofreciendo un paisaje de "mar de algodón". A medida que avanza el año, a partir de octubre, las nubes costeras van elevándose hasta los 3 mil a 4 mil m s. n. m. El mar de algodón entonces se observa desde puntos por encima de 4 mil metros, constituyendo un hermoso paisaje andino, con esplendorosos atardeceres.
Quedarse una noche en la puna de Jimbe es propicio para observar 'hacia abajo' las luces de las ciudades de la costa: Moro, San Jacinto, Nepeña, Chimbote. En la cordillera constituyen atractivos turísticos las lagunas altoandinas, tanto por el panorama como por la pesca de truchas y la observación de flora y fauna nativas. Apostados en el paso de Tocanca podemos observar la majestuosa Cordillera Blanca desde un palco innmejorable.
Algunos caseríos altoandinos, como Carhuamarca, Recuaybamba, Quilcay, Peras, entre otros, conservan rasgos culturales ancestrales. Hablan el quechua como lengua materna, los varones visten ponchos de lana de oveja y las mujeres usan polleras del mismo material. Ellas hilan su propia lana. También conservan el estilo de sus fiestas tradicionales y la agricultura de subsistencia. Todo esto, aunado a la sencilla cordialidad de su gente, configura un ambiente propicio para el [turismo vivencial].
Abundantes recursos arqueológicos pertenecientes a la cultura Santa están diseminados en un amplio territorio jimbeño. Los más notables yacimientos arqueológios son: Caja Rumi (en el límite con Pamparomás), Iglesia Irca (en el límite con Moro), Palacio Irca, Rocros, Canchas, Sajanán. El joven arqueólogo Weiner Araujo Torres realizó estudios prospectivos acerca de la cultura Santa en la zona, 2006-2008. El Municipio local y el Instituto Regional de Cultura, filial INC, a partir de 2008, iniciaron actividades promotoras del turismo mediante el Levantamiento de Recursos Turísticos del distrito.
También son atractivos turísticos: las lagunas altoandinas (17), los oasis (Naranjo, Ashnu Potrero y Barranco) y el bosque seco entre 1500 y 2500 m de altitud.

## Organización política
El gobierno municipal está compuesto por un Alcalde y cinco Regidores. Las autoridades de los caseríos son los Agentes Municipales y los Tenientes Gobernadores. Coexisten con los caseríos algunas Comunidades Campesinas o Comunidades Indígenas (Cosma, Carhuamarca, "José Carlos Mariátegui", Huashcayán, Aliso-Mucharán).

### Caseríos
Son poblaciones con menos de cien viviendas. Algunos son considerados Anexos en atención a que sus viviendas se distribuyen muy dispersas. Los caseríos y/o Anexos del distrito son: Anguy, Aguaquita, El Arenal, Bellavista, Carhuamarca, Cashapampa, Canchas, Cochapetí, Cólcap, Cosma, Cutco, Chacana, Chingá, Cruz del Siglo, Guadalupe, Huashcayán, Huanca, Huarupampa, Lampanín, Macracancha, Magdalena, Miraflores, Mucharán, Palillo, Peras, Quilcay, Quita, Recuaybamba, Rayán, Salitre, Santa Rosa, Santo Domingo, Shonca, Taullishpampa, Tara, Tinco y Ullumaquín. Puede consultarse un mapa de Jimbe y sus caseríos en Google. A medida que las técnicas de aprovechamiento del agua se aplican en cada zona, se van formando nuevos asentamientos humanos, lo cual da pie a la formación de nuevos caseríos. A inicios de 2010 ya se perfilaban como tales: Barranco y Nueva Victoria.

## Folclore
Festividades. Todos los caseríos celebran su festividad patronal sin que sus fechas coincidan. La mayoría tiene o bien una banda de músicos o bien un conjunto musical folklórico. Cuando se hace una visita a ciertos caseríos altinos suele escucharse en el trayecto el ensayo de algún solitario aficionado. Persiste aún el legendario chiroque, músico ambulante de caja y flauta.
Tradiciones populares: trabajo comunal (la tranca faina, la minka, el rantín), comidas típicas (picante de cuy, cabrito, pepián de pavo, dulce de chiclayo, dulce de cebada, mermelada de guayaba), bebidas aromáticas (monka, toronjil, manzanilla).
Creencias, mitos y leyendas ancestrales: la leyenda del Cacaramá, la caza de la gambusina, los fuegos de los entierros, mal del susto, daños, mal aire.